# Museu Paraense Emílio Goeldi
O Museu Paraense Emílio Goeldi (sigla MPEG, inicialmente denominado Associação Philomática) popularmente conhecido como Museu Goeldi, é uma instituição museológica e científica pública e um parque zoobotânico brasileiro, fundada em 1911 pelo naturalista Domingos Soares Ferreira Penna, no município brasileiro de Belém (estado do Pará), vinculada ao Ministério da Ciência e Tecnologia do Governo Federal (desde o ano 2000, antes ligado ao CNPq). É o primeiro parque zoobotânico do Brasil, a mais antiga instituição científica da Amazônia e, o segundo museu de história natural brasileiro.
Possui acervos de conhecimentos nas áreas de ciências naturais e humanas relacionados à Amazônia, além de promover de forma centenária a pesquisa arqueológica e estudos científicos dos sistemas naturais e culturais da região (pré-cabralina). É a mais antiga instituição na região amazônica e reconhecido mundialmente como uma das importantes instituições de investigação científica sobre a Amazônia brasileira.

## História
O século XIX foi o auge das expedições naturalistas na Amazônia, com a chegada à região de estrangeiros (ingleses, alemães, franceses, italianos, estadunidenses e russos) devido a abertura dos portos brasileiros em 1808, tornando acessível aos naturalistas e artistas que vieram com entusiasmo estudar e retratar a natureza amazonida.
Nesse contexto, em 1866, houve na cidade de Belém a fundação do embrião do museu, a Associação Philomática (amigos da ciência), por Domingos Soares Ferreira Penna, com o objetivo de estudar o indígena amazônico. Posteriormente, outras áreas de conhecimento, pouco estudadas na época também foram objeto de estudos, como a geografia e a geologia.

### Museu Paraense
A urbanização e o crescimento da cidade durante o período da Belle Époque (1870-1922), transformou-a em metrópole, onde um dos marcos desta mudança ocorreu em 1870, quando a Associação passou a chamar-se "Museu Paraense de História Natural e Ethnografia". E em 25 de março de 1871, o Governo do Estado do Pará tornou-se oficialmente um órgão da província, e Domingos Soares Ferreira Penna designado seu primeiro diretor.
Na década de 1880, a conjuntura política era complicada, envolvendo Ferreira Penna em disputas políticas que, somadas a sua saúde delicada, não permitiam a instalação adequada do Museu. A instalação precária, a reduzida equipe técnica e a falta de apoio às pesquisas levou as coleções a se perderem por conta de más condições de conservação. Assim, a produção científica praticamente resumiu-se aos próprios trabalhos do presidente da instituição, prinicipalmente sobre geografia e arqueologia.
Em 1889, no final do período imperial, com a morte de Ferreira Penna, o museu foi sub-utilizado e, sem apoio governamental, logo foi fechado. Dois anos depois, influenciados pela filosofia do positivismo, os políticos republicanos Justo Chermont, José Veríssimo e Lauro Sodré reabriram o Museu Paraense, pois perceberam a importância do local para a cultura da região.

### Naturalista Emilio Goeldi
Em 1893, o governador Lauro Sodré contratou o naturalista Émil August Goeldi (1859-1917), que havia sido demitido do Museu Nacional por questões políticas após a Proclamação da República.
O zoólogo assumiu a direção do então "Museu Paraense de História Natural e Ethnografia" com a missão de transformá-lo em um grande centro de pesquisa sobre a região amazônica. Sua estrutura foi modificada para enquadrá-lo nos padrões dos museus de história, sendo contratada uma produtiva equipe de cientistas e técnicos. Assim na década de 1990, possuia cerca de 800 espécies de plantas e 600 espécies de animais.
Em 1895, o museu adquiriu a antiga rocinha e logo foram iniciadas as obras de implantação do Parque Botânico. O zoólogo suíço Émil August Goeldi junto com o botânico brasileiro Jacques Huber planejaram tecnicamente o parque: o horto, as gaiolas, os tanques e o aquário. Os terrenos contíguos foram sendo adquiridos pelo governo, ampliando os espaços do horto e do zoológico, que foram inaugurados em 1911. Mostra da fauna e da flora regionais para educação e lazer da população.
Em 1896, começou a publicação do Boletim Científico. Grande parte da Amazônia foi visitada, realizando-se intensivas coletas para formar as primeiras coleções zoológicas, botânicas, geológicas e etnográficas. Goeldi contratou o excelente pintor e profundo conhecedor do ambiente amazônico, Ernesto Lohse, que ilustrou o livro "Álbum de Aves Amazônicas" (Lohse viria a ser morto, durante a Revolução de 1930, à porta do Museu).

#### Consolidação das fronteiras e do Museu
Na virada do século, o Brasil consolidava suas fronteiras e nessa ocasião, os limites entre Brasil e França, no norte do Pará, estavam sendo questionados por ambos os países. As pesquisas que o Museu Paraense iniciava na região, levantando dados sobre a geologia, a geografia, a fauna, a flora, a arqueologia e a população, foram decisivas para municiar a defesa dos interesses brasileiros, representados pelo Barão do Rio Branco. Em dezembro de 1900, com intermédio de laudo de Berna, na Suíça, sede do julgamento internacional, o Amapá foi definitivamente incorporado ao território do Brasil. Em homenagem a Emílio Goeldi, o governador Paes de Carvalho alterou a denominação do Museu Paraense, que passou a se chamar Museu Goeldi.

#### Luta contra Febre Amarela
Desde 1850, a Febre Amarela causava muitas mortes em Belém e dentre suas vítimas, incluíram-se dois pesquisadores recém-chegados da Europa para trabalhar na Seção de Geologia do Museu Paraense. Emílio Goeldi decidiu, então, incorporar-se à luta contra a doença, procurando identificar as principais espécies de mosquitos da Amazônia, bem como o ciclo reprodutivo desses insetos. As pesquisas intensificaram-se a partir de 1902, quando Goeldi publicou, no Diário Oficial, um trabalho sobre profilaxia e combate à Febre Amarela, Malária e Filariose, antecedendo as recomendações que o médico Oswaldo Cruz faria quando esteve em Belém, em 1910.

#### Reconhecimento internacional
Durante a gestão Goeldi, o Museu ganhou respeito internacional, sendo desenvolvidas pesquisas geográficas, geológicas, climatológicas, agrícolas, faunísticas, florísticas, arqueológicas, etnológicas e museológicas. O papel educacional do museu foi reforçado com o parque zoobotânico, publicações, conferências e exposições. Em 1907, após 13 anos de atividades incessantes em Belém, Emílio Goeldi retirou-se, doente, para a Suíça, onde veio a falecer em 1917 e seu conterrâneo, o botânico Jacques Huber, assumiu a direção do Museu Goeldi, juntamente com o amigo marinheiro Nabor da Gama Junior.

## Características
É formado por uma pequena praça localizada na entrada, seguido da antiga gruta da caixa d’água, monumento em forma de arco, barroco, então o horto das plantas medicinais, pelo viveiro das aves aquáticas e viveiro das araras, finalizando com o lago das vitórias-régias.

## Centro de referência
A Revolução de 1930 e o período posterior, marcado pela ditadura de Getúlio Vargas, foi o início da transformação pela qual o Estado brasileiro passaria e as velhas oligarquias agrárias estavam sendo substituídas por uma nova classe, representante do poder industrial. No Pará, o interventor Joaquim de Magalhães Barata nomeou o pernambucano Carlos Estevão de Oliveira para a direção do Museu Goeldi. De acordo com a ideologia do novo regime, caracterizada pelo populismo e pelo nacionalismo, foram recuperadas as dependências do Parque Zoobotânico (principal área de lazer da população) e alterou-se novamente o nome da instituição, para Museu Paraense Emílio Goeldi.
A partir de 1931, através de investimentos regulares, o Parque Zoobotânico tornou-se reconhecido nacionalmente, chegando a abrigar 2 500 exemplares de animais de centenas de espécies da região, muitas das quais raras ou pouco conhecidas. Esse reconhecimento foi possível graças à subvenção que o Governo Estadual impôs às prefeituras do interior, obrigando-as a remeter mensalmente animais e parte de sua arrecadação ao Museu Goeldi. Muitas espécies foram reproduzidas em cativeiro com sucesso, em especial répteis e peixes. Somente nos três primeiros anos de coletas sistemáticas, foram descritas cinco novas espécies de peixes, inclusive um gênero novo.
Em 1933, além do aquário foi criada a seção de piscicultura. E na década de 1940, o Goeldi foi considerado o melhor parque do Brasil. Em 1985, já possuia área de 5,2 hectares, e em 1989, foram anexados mais 30 mil hectares da Floresta Nacional de Cauxiuanã.
Na década de 1950, durante o Governo Eurico Dutra, o museu foi vinculado ao recém-criado Conselho Nacional de Pesquisas (CNPq), juntamente com o Instituto Nacional de Pesquisas da Amazônia (INPA), instalado em Manaus, no estado do Amazonas. No dia 7 de dezembro de 1954, José Olympio da Fonseca, diretor do INPA, firmou com o governador do Pará, General Zacarias de Assunção, um Termo de Acordo pelo qual o Museu Goeldi seria administrado e recuperado pelo INPA, durante 20 anos. Com essa medida, o Museu Goeldi pôde, mesmo com dificuldades, intensificar suas pesquisas científicas.
Na década de 1970, a limitação do espaço do Parque Zoobotânico, impedia o crescimento do Museu Goeldi motivando-o a instalar um campus de pesquisa na região periférica da cidade em 1978 (bairro da Terra Firme), para onde foram transferidos os departamentos de pesquisa, biblioteca e, de administração. Este campus tornou-se o principal local da realização de experimentos científicos e da guarda das coleções; sendo 17 coleções científicas nas áreas de: zoologia, botânica, arqueologia, etnografia, paleontologia, linguística e, minerais. O Parque Zoobotânico permanece como uma mostra viva da natureza amazônica e ponto de referência para o programa de educação científica do Museu Goeldi.
O museu possui um aquário (inauguarado em 1911) que exibe espécies de peixes ornamentais amazônicos e espécies de importância econômica para a região.
O Museu realiza parceria institucionais, de acordo com sua política institucional, buscando: o intercâmbio técnico-científico, a formação de recursos humanos e, o compartilhamento do conhecimento.

### Arqueologia ceramista
Um local de pesquisas pioneiras na área da arqueologia da amazônia, principlamente no ambito dos estudos cerâmicos pré-crabalina, que incluem os estudos de Curt Nimuendaju, Peter Paul Hilbert, Betty Meggers e, Mário Simões, resultando em um acervo centenário de muitas áreas amazônidas. A obra de Betty Meggers, a partir da publicação Archaeological Investigations in the Mouth of the Amazon (1957), considerado a “bíblia” dos estudos cerâmicos no Brasil, que postulou teorias das origens dos diferentes complexos cerâmicos. A obra de Lathrap, The Upper Amazon (1970), sintetizou os dados que estavam disponíveis no Alto Amazonas, lançou novos modelos para entender as cerâmicas como resultante do potencial criativo das culturas da floresta tropical, que possivelmente difundiram-se via migração de determinados grupos linguísticos.
Posteriormente o Programa Nacional de Pesquisas Arqueológicas da Bacia Amazônica (PRONAPABA) iniciou um projeto coordenado por Betty Meggers, que identificou várias fases ceramistas arqueológicas de diferentes áreas da Amazônia. Lançando o guia Como interpretar a linguagem da cerâmica (1970), e o Índice das Fases Arqueológicas (1972), de Mário Simões, que buscavam a sistematização metodológica e terminológica.
Após um período de hiato, publicações como Unknown Amazon (2001), de McEwan, Barreto e Neves, e a Arqueologia Amazônica (2006), de Neves, forneciam à sociedade uma síntese da Arqueologia Amazônica.
Em 2008, foi realizado no Museu o I Encontro Internacional de Arqueologia Amazônica, que resultou nos livros Arqueologia Amazônica I e II, editados por E. Pereira e V. Guapindaia. Em 2014, ocorreu a oficina “Cerâmicas Arqueológicas da Amazônia", que apresentou o resultado das inúmeras pesquisas arqueológicas recentes, que tentam trabalhar com as diferentes tradições ceramistas da região, e tentam reconstruir a diversidade de ocupações humanas.

## Arqueologia Histórica[15]
O Museu também possui uma importante trajetória na linha teórica da arqueologia histórica. Essa vertente arqueológica começou a ser pesquisada na década de 1980, tendo a primeira experiência em 1985, com os pesquisadores Scott Anderson e Fernando  Marques  nas  localidades  interioranas  de  Igarapé-Miri  e  Barcarena. Contudo, vale se ressaltar que a implementação da vertente no Museu se deu tardiamente, visto que ela já era empregada em outras instituições do país. Segundo Lima (2011), "Ao conceituarmos a Arqueologia como a disciplina que investiga a emergência, a manutenção e a transformação dos sistemas socioculturais através dos tempos, por meio da cultura material por eles produzida". Sendo assim, "a Arqueologia Histórica pode ser entendida como a que analisa o registro da materialidade que os grupos deixaram associados às fontes escritas e orais, ressaltando-se que o registro escrito tende a ser “lido” na pauta política em que a Arqueologia está inserida". (Saladino e Ferreira, 2016).
A partir da década de 1990 a implementação e afirmação da arqueologia histórica demostrou-se importante no contexto social do Museu, nos estudos voltados para a pesquisa sobre os engenhos coloniais pode-se materializar perfeitamente sua relevância, ela se deu justamente pelo caráter social na busca de referências orais das comunidades locais e as referências escritas que se tinha do local, fazendo com que se potencializasse a criação de novas narrativas sobre os povos do bioma amazônico pelo Museu.
Dentro desse sentido, vale se ressaltar que a instituição não reproduz a linha da arqueologia histórica, o Museu atua com diferentes abordagens a partir da necessidade envolvida. Pode se citar a importância dos trabalhos denominados como Arqueologia do Salvamento, que a partir da década de 1970, com a crescente dos projetos desenvolmentistas começou a preocupação do "salvamento" dos bens arqueológicos. Neste sentido essa vertente começou a se vincular constantemente com a Arqueologia Histórica a partir dos anos 2000. 

## Bases
O Museu possui cinco bases físicas:

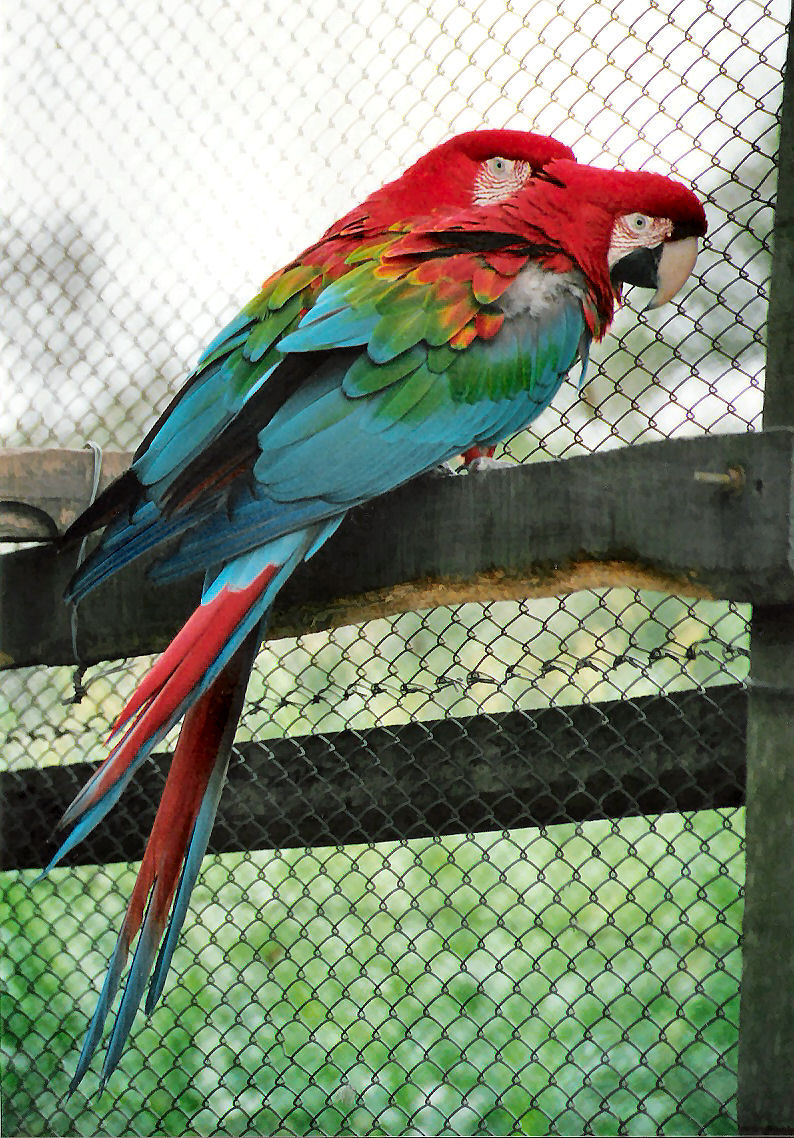
Arara-vermelha, uma das aves do museu

- Parque zoobotânico: é a mais antiga instituição brasileira do tipo,[4] instalada em 1895 em uma área de 5,2 ha, no centro urbano de Belém, onde encontram-se a Diretoria, as Coordenações de Administração e Museologia, a Assessoria de Comunicação Social e a Editora do Museu. O Parque é uma das principais áreas de lazer da população de Belém, recebendo mais de 400 mil visitantes anualmente, além de ser utilizado como instrumento de educação ambiental e científica, possuindo cerca de duas mil árvores nativas da região, como samaúma, acapu e cedro, e 600 animais, muitos deles ameaçados de extinção, como o peixe-boi, a arara-azul, o pirarucu e a onça pintada;
- Aquário: com uma mostra de peixes e ambientes aquáticos amazônicos;
- Exposição permanente: sobre a obra de Emílio Goeldi e as primeiras coleções formadas pelo naturalista;
- Campus de Pesquisa: inaugurado em 1980, nas imediações da cidade, um Campus com 12 ha, para onde foram transferidas as coordenações científicas (Botânica, Zoologia, Ciências Humanas, Ciências da Terra e Ecologia), a Biblioteca Domingos Soares Ferreira Penna, o Arquivo Guilherme de La Penha, o Horto Botânico Jacques Huber e vários laboratórios institucionais.
- Estação Científica Ferreira Penna (ECFP): a mais recente base física, inaugurada em 1993, em 33 mil ha da Floresta Nacional de Caxiuanã, município de Melgaço (400 km da capital Belém). A área foi cedida pelo IBAMA e a base foi construída com recursos da Overseas Development Administration (ODA), atual DFID/Reino Unido). A ECFP destina-se à execução de programas de pesquisa e ações de desenvolvimento comunitário nas diversas áreas do conhecimento (há aproximadamente 200 famílias vivendo no interior da floresta e arredores), possuindo excelente infra-estrutura para o desenvolvimento de pesquisas em ambientes de floresta primária, sendo muito visitada por cientistas de instituições nacionais e estrangeiras.[1] Uma base de apoio aos pesquisadores da Floresta Nacional de Caxiuanã.[8]

## Coleção Etnográfica

### Instrumentos musicais Ka'apor
O Museu possui uma Coleção Etnográfica denominado Curt Nimuendajú, tombado em 1938, contendo os instrumentos musicais dos indígenas Ka'apor, onde consta o maracá (MPEG, não tombado); o colar-apito (MPEG, objetos n. 858; 860; 10559; 10905); a flauta transversal de bambu (MPEG, 11354; 10580); o trompete ou a buzina de madeira (MPEG, 11360; 10567), e; o tambor Ka'apor (MPEG, 886).

## Patrimônio histórico

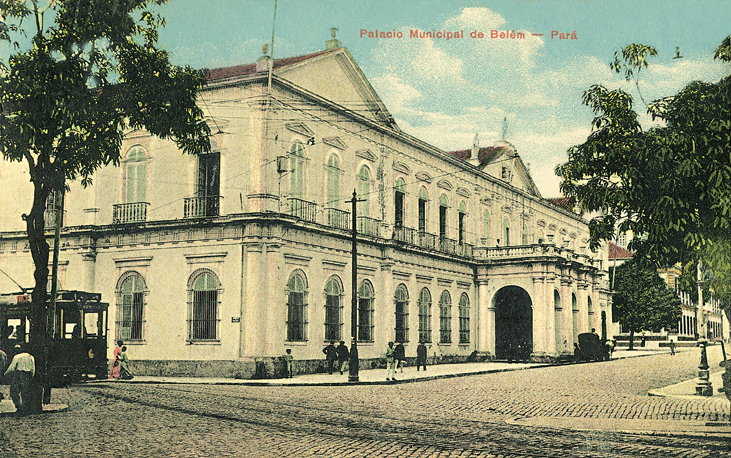
Imagem do Palácio Antônio Lemos, sede municipal de Belém.

O Museu Paraense e o Parque Zoológico são tombados como patrimônio histórico pelo Instituto do Patrimônio Histórico e Artístico Nacional (IPHAN) e, pelo Departamento de Patrimônio Histórico Artístico e Cultural do estado do Pará (DPHAC); onde o parque foi tombado como sítio histórico pelo IPHAN em 1994, e o Conjunto Arquitetônico, Paisagístico e, Coleções do museu foi tombado como sítio histórico pelo DPHAC em 1982.